# 共同育児

共同育児（きょうどういくじ）とは、離婚後に子供を育てる仕組みの一つであり、生物学的な親が子供の育児を共同で平等に行うもの。
米国にはShared parenting（子育ての共有）という概念があり、これは子供の養育の責任を共有する両方の親が具体的にある場面でどちらがどのくらいの責任を分担するかという概念である。
父親の権利運動のメンバー達は、原則として50パーセントずつの共同育児を行う法律の制定を要求している。そのような法律は、双方の親に、相互に合意できる育児計画を作り上げるよう求める。それが不可能な場合には、裁判官が、実際的でなかったり子供の最善の利益に反しない限りは、双方の親に等しい時間を分け合う身体的育児を命じる。
子どもの権利に関する国連の委員会は、単独育児は、そうすることが子供の最善の利益にかなう場合だけに限定しなければならないという考えを支持している。
なお、Shared parenting（子育ての共有）と異なる側面で捉えられる概念にコペアレンティング（Coparenting）がある。コペアレンティングの概念は必ずしも法廷婚に限らず、共同養育者（Coparents）が養育のために協力する複数の者が共同して行う養育をいう。コペアレンティングでいう共同養育者は拡大的な定義では必ずしも生物学的な父母に限られない。コペアレンティングはさらに広く育児が集団全体に任されているような文化の形態まで含む可能性も示唆されている概念でもある。